# True at Heart
Albums de Doro
Doro
(1990) Angels Never Die
(1993)
True at Heart est le 3e album studio de Doro Pesch sorti en 1991.

## Liste des titres
| No  | Titre                       | Auteur                               | Durée |
| --- | --------------------------- | ------------------------------------ | ----- |
| 1.  | Cool Love                   | Doro Pesch, Todd Cerney, Bob DiPiero | 3:05  |
| 2.  | You Gonna Break My Heart    | Doro Pesch, Dennis Morgan            | 3:30  |
| 3.  | Even Angels Cry             | Doro Pesch, Gary Scruggs             | 4:45  |
| 4.  | The Fortuneteller           | Doro Pesch, Gary Scruggs             | 4:56  |
| 5.  | Live It                     | Doro Pesch, Dennis Morgan            | 3:59  |
| 6.  | Fall for Me Again           | Doro Pesch, Gary Scruggs             | 3:56  |
| 7.  | Heartshaped Tattoo          | Doro Pesch, Todd Cerney, Bob DiPiero | 3:25  |
| 8.  | With the Wave of Your Hand  | Doro Pesch, Todd Cerney, Bob DiPiero | 4:47  |
| 9.  | Hear Me                     | Doro Pesch, Dennis Morgan            | 3:30  |
| 10. | I'll Make It on My Own      | Doro Pesch, Vince Melamed            | 3:39  |
| 11. | Gettin' Nowhere Without You | Doro Pesch, Gary Scruggs             | 4:15  |
| 12. | I Know You by Heart         | Doro Pesch, Dennis Morgan            | 4:41  |

## Composition du groupe
- Doro Pesch - chants
- Don Potter - guitare
- Kenny Greenberg - guitare
- Gordon Kennedy - guitare
- Dennis Morgan - guitare
- Dann Huff - guitare
- Micheal Thompson - guitare
- Leland Sklar - basse
- Eddie Bayers - batterie
- Mike Lawler - claviers
- Barry Beckett - piano